# Irina Tiuchaj
Irina Wiktorowna Tiuchaj ((ros. Ирина Викторовна Тюхай; ur. 14 stycznia 1967 w Bogotole) – rosyjska lekkoatletka, wieloboistka,  medalistka halowych mistrzostw świata, olimpijka.

## Osiągnięcia sportowe
Zajęła 4. miejsce w pięcioboju na halowych mistrzostwach świata w 1993 w Toronto (była to konkurencja pokazowa na tych mistrzostwach). Na mistrzostwach Europy w 1994 w Helsinkach zajęła 10. miejsce w siedmioboju.
Zdobyła brązowy medal w pięcioboju na halowych mistrzostwach świata w 1995 w Barcelonie, przegrywając tylko ze swą koleżanką z reprezentacji Rosji Swietłaną Moskalec i Kym Carter ze Stanów Zjednoczonych. Na uniwersjadzie w 1995 w Fukuoce zdobyła również brązowy medal, tym razem w siedmioboju. Zajęła 15. miejsce w siedmioboju na mistrzostwach świata w 1995 w Göteborgu i 19. miejsce w tej konkurencji na igrzyskach olimpijskich w 1996 w Atlancie.
Tiuchaj była członkinią drużyny Rosji, która zwyciężyła w siedmioboju w pucharze Europy w wielobojach w 1994 i 1999.
Była mistrzynią Rosji w siedmioboju w 1995 i 1999 oraz halową mistrzynią swego kraju w pięcioboju w 1993. Była także halową wicemistrzynią Wspólnoty Niepodległych Państw w pięcioboju w 1992 oraz Rosji w 1992, 1995 i 2000, a także brązową medalistką halowych mistrzostw Rosji w pięcioboju w 1999/

## Rekordy życiowe
Rekordy życiowe Tiuchaj:
- siedmiobój – 6604 pkt (24 i 25 maja 1995, Götzis)
- skok w dal – 6,81 m (17 czerwca 1995, Moskwa)
- pięciobój (hala) – 4686 pkt (20 lutego 1993, Berlin)